# Щековая дробилка
Щекова́я дроби́лка — это тип дробилки, использующей для разрушения кусков материала за счёт прижатия металлической щёки к массивной поверхности дробилки.

## Назначение
Щековая дробилка является универсальной машиной для дробления материалов. Применяется на горных породах любой прочности, на шлаках, некоторых металлических материалах. Применение невозможно на вязкоупругих материалах, таких как древесина, полимеры, определённые металлические сплавы. Входная крупность достигает 1500 мм. Крупность готового продукта для небольших дробилок составляет до 10 мм. Щековые дробилки имеются во всех классах дробления: крупном, среднем и мелком. Щековая дробилка,  как правило, применяется на первичной стадии дробления, обеспечивая коэффициент измельчения от 4:1 до 7:1 

## История
Вместе с жерновами и ступкой щековая дробилка представляет собой одну из старейших конструкций для разрушения крупных кусков. Так известны с начала XIX века средства для раскалывания орехов — Щелкунчик, описанные в широкоизвестной сказке Э. Т. А. Гофмана и балете «Щелкунчик». Промышленная щековая дробилка была изготовлена в середине XIX века в США, тогда же началось её массовое внедрение и замена тяжёлого ручного труда практиковавшегося повсеместно до этого.
Толчком к развитию щековых дробилок послужила важная особенность процесса дробления — его стоимость. Не секрет что, дробление — один из наиболее дорогостоящих процессов обогащения по количеству расходуемой энергии, стоимости ремонта, замены быстроизнашивающихся дробящих частей, а также по первоначальной стоимости самого оборудования технологического процесса, требующего применения высококачественных металлов. В среднем стоимость дробильного оборудования составляет около 50-60 % от стоимости всего оборудования, а расходы на дробление доходят до 40-45 % от всех эксплуатационных расходов. В связи с этим конструкторы XIX века направили свои усилия на разработку оптимального механизма дробления, который позволил бы снизить затраты на процесс дробления.

## Принцип работы

Принципиальная схема щековой дробилки (анимация)

Принцип работы щековой дробилки основан на сжатии рабочими поверхностями (щеками) материала, что приводит к возникновению больших напряжений сжатия и сдвига, разрушающих материал. На рисунке показан принцип работы щековой дробилки. Одна из щек дробилки делается неподвижной. Вторая щека крепится на шатуне, обеспечивающем перемещение верхнего края щеки так, что щека совершает качающееся движение. Вал шатуна приводится во вращение через клиноремённую передачу от двигателя (электрический, дизельный). На этом же валу крепится второй шкив, играющий роль маховика и противовеса для основного шкива. Нижний край подвижной щеки имеет возможность регулировки положения в горизонтальном направлении (механический или гидравлический привод), которое влияет на ширину минимальной щели, определяющую максимальную крупность материала на выходе из дробилки. Щеки образуют клинообразную форму камеры дробления, в которой материал под действием силы тяжести продвигается после разрушения от верхней части, в которую загружаются крупные куски, до выходной (разгрузочной) щели. Боковые стенки в процессе дробления не участвуют. Сейчас применяют щековые дробилки простого и сложного качения щеки. В последних дробилках достигается более высокая степень нагрузки на материал (большие напряжения сдвига). Одно из относительно недавних новшеств — это виброщековые дробилки, которые должны найти применение на очень прочных материалах.
В силу больших нормальных и сдвиговых напряжений материал в щековой дробилке разрушается с образованием вытянутых кусков: пластин — содержание которых в дробленном материале может достигать большого количества (в процентном отношении по массе) от 25 до 50 %. Поэтому материал по одному из характерных направлений проходит через разгрузочную щель, а по двум другим может превышать размер щели. Поэтому, если ширина разгрузочной щели задана и равна D, то в дробленном 95 % материала будет меньше размера 1,5*D, а 100 % материала должно быть меньше 2*D. Обычная степень сокращения крупности материала в щековой дробилке соответствует 2-3 (уменьшение средней крупности в 2-3 раза). Реальные характеристики работы щековой дробилки и дробленного материала зависят от свойств исходного материала, его происхождения (геологии) и способа добычи.
Наиболее надёжными и дешёвыми в эксплуатации оказались две разновидности щековых дробилок:
- щековая дробилка с простым движением щеки,
- щековая дробилка со сложным движением.

## Применение
Щековые дробилки применяются на различных прочных и хрупких материалах в промышленности по переработке первичной горной породы, производстве строительного камня и щебня, в металлургии на шлаках и, конечно, в лабораторных условиях. Крупность питания может достигать 1500 мм. Длительная промышленная эксплуатация дробилок позволяет заранее говорить о крупности дробленного продукта в зависимости от выставленной ширины разгрузочной щели. Работа щековой дробилки хорошо прогнозируется. Материал в дробилку может поступать с естественной влажностью, нормальная работа происходит при влажности материала до 6-8 %. Щековые дробилки просты в обслуживании и эксплуатации. После дробления материал подлежит разделению на классифицирующем оборудовании по крупностям готовых фракций.
Широко представлены щековые дробилки стационарного и мобильного исполнения (на гусеничном или колёсном шасси).
Для щековой дробилки стационарного исполнения требуется специальный фундамент.
Так как дробленный материал может содержать большую массу пластин и лещадных зёрен (до 50 %), то для задач получения дробленного продукта с высокими требованиями к форме зёрен щековые дробилки находят применение только на первой и второй стадиях дробления. Готовый продукт получается на конусных или роторных дробилках (молотковых, ударно-отражательных или центробежно-ударных дробилках).